# Vagues '98
Pour plus de détails, voir Fiche technique et Distribution.
Vagues '98 (موج ٩, Mouj 98) est un court métrage d'animation qatari-libanais réalisé par Ely Dagher, sorti le 23 mai 2015.

## Fiche technique
- Titre : Vagues '98
- Titre original : موج ٩, Mouj 98
- Réalisation : Ely Dagher
- Scénario : Ely Dagher
- Pays d'origine :  Liban -  Qatar
- Date de sortie : 2015

## Distinction
Récompense
- Festival de Cannes 2015 : Palme d'or du court métrage